# Christian Maghoma
Christian Maghoma (Lubumbashi, República Democrática del Congo, 8 de noviembre de 1997) es un futbolista congoleño que juega de defensa en el Aldershot Town F. C. de la National League de Inglaterra.

## Biografía
Es hermano de los también futbolistas Jacques Maghoma y Paris Maghoma.

## Selección nacional
Ha sido internacional con la selección de República Democrática del Congo en una ocasión.

## Clubes
| Club                       | País       | Año           |
| -------------------------- | ---------- | ------------- |
| Yeovil Town F. C. (cedido) | Inglaterra | 2015-2016     |
| Arka Gdynia                | Polonia    | 2018-2020     |
| Gillingham F. C.           | Inglaterra | 2020-2022     |
| Eastleigh F. C. (cedido)   | Inglaterra | 2021-2022     |
| Eastleigh F. C.            | Inglaterra | 2022-2023     |
| Aldershot Town F. C.       | Inglaterra | 2023-presente |

## Palmarés

### Títulos nacionales
| Título               | Club        | País    | Año  |
| -------------------- | ----------- | ------- | ---- |
| Supercopa de Polonia | Arka Gdynia | Polonia | 2018 |